# دانشگاه آزاد اسلامی واحد بندرعباس
دانشگاه آزاد اسلامی واحد بندرعباس بزرگ‌ترین مجتمع آموزش عالی استان هرمزگان است که در شهر بندرعباس واقع شده است. تعداد کل دانشجویان مشغول به تحصیل در این دانشگاه بالغ بر سیزده هزار نفر است و از ابتدای تأسیس این واحد بیش از ۲۰۰۰۹۷۵ نفر در مقاطع کاردانی، کارشناسی و کارشناسی ارشد فارغ از تحصیل شده‌اند.
از اردیبهشت ۱۴۰۱  محمد حسین رنجبر ریاست این واحد دانشگاهی را برعهده دارد، پیش از او این مسوولیت برعهده  احسان کامرانی بود.

## پیشینه
دانشگاه آزاد اسلامی واحد بندرعباس در سال ۱۳۶۳ تأسیس شد و فعالیت خود را با دو رشته در مقطع کاردانی آغاز نمود. حیات این دانشگاه را به سه دوره خلاصه می‌شود.
دوره اول مربوط به سال‌های ابتدایی تأسیس دانشگاه است که با دو رشته کاردانی حسابداری و زبان انگلیسی کار خود را به‌طور رسمی آغاز کرد.
طرح جامع دانشگاه با یک برنامه درازمدت در راستای توسعه و نیاز جامعه تدوین گردید. طراحی سایت دانشگاه با استفاده از سبک‌های معماری اصیل ایرانی و مذهبی و بر مبنای اقلیم گرم و مرطوب جنوب توسط  شهریار مشیری، تأسیس رشته‌های کارشناسی، افزایش تعداد رشته‌ها، افزایش جذب هیئت علمی و دانشجو از مهم‌ترین اقدامات این دوره است.
دوره سوم شامل توسعه کیفی دانشگاه است که از سال ۱۳۸۷ در کنار توسعه کمی آغاز و توجه به توسعه دوره‌های تحصیلات تکمیلی، تحقیقات و پژوهشی، افزایش تولیدات علمی، ارتقاء کیفیت با هدف رقابت با دانشگاه‌های معتبر داخلی و خارجی دنبال شده است.

## ساختار سازمانی
- معاونت آموزش و تحصیلات تکمیلی
- معاونت پژوهش و فناوری
- معاونت دانشجوئی و فرهنگی
- معاونت اداری و مالی
- معاونت برنامه‌ریزی و اقتصاد دانش بنیان
- معاونت عمرانی

## دانشکده‌ها
- دانشکده علوم انسانی
- دانشکده منابع طبیعی
- دانشکده علوم پایه
- دانشکده فنی و مهندسی
- دانشکده پرستاری و مامایی

## مقاطع تحصیلی
دانشگاه آزاد اسلامی واحد بندرعباس و واحدهای تابعه دارای رشته‌های تحصیلی متعددی در مقاطع دکترا، کارشناسی ارشد، کارشناسی پیوسته و ناپیوسته است.